# Miconia shaferi
Miconia shaferi är en tvåhjärtbladig växtart som beskrevs av Célestin Alfred Cogniaux. Miconia shaferi ingår i släktet Miconia och familjen Melastomataceae. Inga underarter finns listade i Catalogue of Life.